# Stazione di Lido di Ostia Nord
Stazione di Lido di Ostia Nord vasútállomás Olaszországban, Róma településen.

## Vasútvonalak
Az állomást az alábbi vasútvonalak érintik:
- Róma–Lido-vasútvonal

## Kapcsolódó állomások
A vasútállomáshoz az alábbi állomások vannak a legközelebb:
- Stazione di Ostia Antica
- Stazione di Lido di Ostia Centro